# Corinthian Bay
Die Corinthian Bay ist eine Bucht an der Nordküste der Insel Heard. Sie liegt zwischen dem Rogers Head und dem Saddle Point.
Der Name der Bucht geht auf US-amerikanische Robbenjäger zurück, welche die Insel Heard seit 1855 ansteuerten. Wahrscheinlich benannte Kapitän Erasmus Darwin Rogers (1817–1906) die Bucht nach seinem Schiff Corinthian, mit dem er die Insel erstmals im März 1855 anlief.